# Håvedalen
Håvedalen är en liten gränsort i Strömstads kommun. Här gick troligen en av de äldsta vägarna före det fanns färjor och senare broar över Svinesund. På en karta från 1661 är stigen eller kärrvägen inritad lite söder om dagens landsväg. Vägen förband Skeebygden och Strömstad med Berby i Enningdalen. 1883 byggdes en bättre väg och samtidigt en tullstation i Håvedalen, som var den första längs riksgränsens början vid Idefjorden. Tullstationen låg i ett litet oansenligt hus på den svenska sidan av gränsen och var i bruk fram till 1962. Vid denna tid var Håvedalen ett livskraftigt centrum som levde på gränshandel, på den svenska sidan av gränsen fanns en Konsumaffär som lades ner 1960, strax efter att Svinesundsbron tagit över nästan all trafik över gränsen. 
På den svenska sidan av gränsen går länsväg O 1050 och på den norska Fylkesvei 102. Det är en av ett fåtal vägar där man reser österut för att komma från Sverige till Norge.
Bohusleden passerar Håvedalen.